# Beatus de Navarra
El Beatus de Navarra és un manuscrit il·luminat que conté el comentari a l'Apocalipsi de Beat de Liébana. No se'n coneix exactament l'origen però havia estat a la catedral de Pamplona. Sembla produït a l'entorn de San Millán de la Cogolla el segle xii. Es conserva a París, la Biblioteca Nacional de França, amb la signatura Nouv. acq. lat. 1366.

## Descripció i història
El còdex consta de 157 folis de pergamí, a doble columna de 37 línies en lletra carolina de transició. Mesura 347 x 237 mm. Hi ha 63 folis amb miniatures; algunes a doble foli, com el mapamundi dels folis 24v-25r, o la Jerusalem celestial, fol. 148v-149r.
És un dels beatus més tardans de la família I.
El manuscrit va arribar a la Biblioteca Nacional de França el 1879 quan es va comprar a un llibreter de París; abans havia passat per llibreters d'Itàlia i Lió. Es desconeix el camí que va seguir, però el fet que en l'enquadernació hi hagués un document de Carles III de Navarra de 1389 ha fet pensar que es tracta del mateix còdex que està documentat a la Catedral de Pamplona el segle xvii i que havia desaparegut. No se sap exactament d'on procedeix ni quan havia arribat a Pamplona; tampoc com va desaparèixer d'allà.

## Galeria

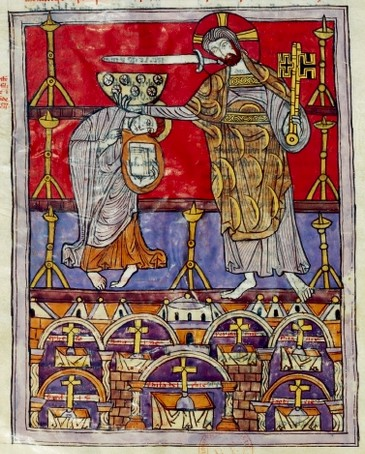
Foli 12v; Joan rep l'ordre d'escriure la Revelació
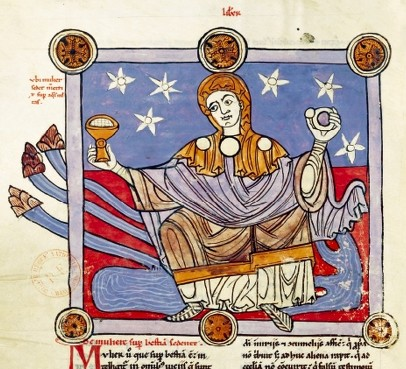
Foli 30v (part del foli on hi ha la miniatura); la dona i la bèstia (representada per les aigües; De Silva p. 220)
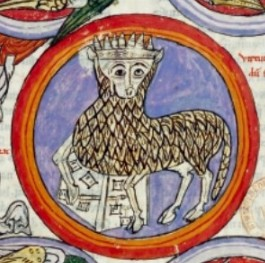
Detall de la miniatura del fol. 59r; l'Anyell de Déu
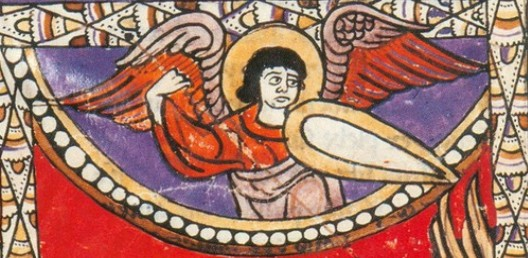
Detall de la miniatura del fol. 103r
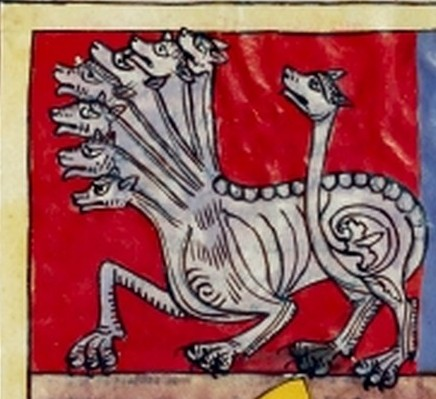
Detall de la miniatura del fol. 141r